# Oliver Corvino
Oliver Corvino (* 5. Mai 1977 in Fulda) ist ein deutsch-italienischer Schlagersänger, Komponist und Produzent.
Corvino ist ausgebildeter Groß- und Einzelhandelskaufmann. Seit 1999 tritt er als Mitglied des Duos Corina & Oliver auf.
Seit 2004 ist er zudem als Solo-Sänger, Komponist und Produzent tätig.
Seine Debütsingle Ich lieb den Winter war 2006/2007 der erfolgreichste Wintersong im Airplay.
Jeweils mehr als 10 Wochen in den Media Control Airplay Charts hielten sich auch folgende von ihm gesungene Titel:
- Heut Nacht muss ich schlafen (2007)
- Ich wär so gern dein Stern in der Nacht (2008)

Als Interpret trat Oliver Corvino in zahlreichen Fernsehsendungen (HR, SWR, N3, FAB und Gute Laune TV) auf. Auch als Musicalsänger stand er auf der Bühne.
Corvino komponierte u. a. für Roland Kaiser, Claudia Jung, Patrick Lindner, Olaf Malolepski, Graham Bonney, Bernd Clüver und Mary Roos.